# Duck Record
La Duck Record è stata una casa discografica indipendente italiana, fondata da Bruno Barbone, che si occupava di produzione, distribuzione e vendita all'ingrosso, nata a metà degli anni 70 a Corsico, in provincia di Milano. La società, oltre a pubblicare con il suo marchio era proprietaria di una serie di sottoetichette discografiche: Bebas Gold, Bebas Record, Budget Line, Butterfly, Duck Gold, Green Record, Intensity, Little Sound, Monkey, New Eco, Six Record, Super Music, DUB, Tiger Music.

## Storia
La Duck Record nacque a metà degli anni 70 ed era inizialmente distribuita dalla CGD Italia.
Nel corso degli anni l'etichetta ha pubblicato album di Alberto Camerini (Dove l'arcobaleno arriva, 1995), Marco Ferradini (Filo rosso, 2005), Riccardo Fogli (Ci saranno giorni migliori, 2005). Gisella Cozzo ("Kids' Xmas Favourites", "Traditional Nursery Rhymes" prodotti da Gisella Cozzo).
Inoltre ha curato, tramite alcune sotto etichette, la distribuzione di raccolte di artisti come Gian Pieretti e l'Equipe 84.
Tra i molti generi musicali prodotti e pubblicati dall'etichetta oltre alla musica napoletana, grande spazio hanno avuto il folk italiano, la musica latino americana e il genere orchestre di liscio.   

## Artisti sotto contratto
- Enrico Musiani
- Alberto Camerini
- Leone Di Lernia
- Collage
- I Cugini di Campagna
- Dik Dik
- Don Backy
- Equipe 84
- Gianni Bella
- Teppisti dei Sogni
- Lautari
- Mal
- Mino Reitano
- Pooh
- Michele Pecora
- Pupo
- Riz Samaritano
- Renato dei Profeti
- Tukano
- Roberto Carlotto e Nunzio Favia